# Carlos Delgado Truyols
Carlos Delgado Truyols   (Palma, 22 de maig de 1965) és un polític del Partit Popular de les Illes Balears. És vicepresident del Partit Popular de les Illes Balears i ha estat conseller de Turisme i Esports del Govern de les Illes Balears. Va ser batle del municipi mallorquí de Calvià des de 2003 a 2011.
És llicenciat en Dret i ha exercit l'advocacia des de 1990, a més de ser agent de la Propietat Immobiliària i agent i corredor d'assegurances. Va ser promocionat per l'Ex President del Govern de les Illes Balears Jaume Matas per a un càrrec intern i, el 2003, es va presentar per primera vegada a la batlia de Calvià. La seva candidatura va ser la més votada en assolir 10 regidors, i va formar govern gràcies a una coalició de centredreta amb el partit nacionalista Unió Mallorquina. El 16 de juny del 2007 va ser elegit amb majoria absoluta batle del mateix municipi.
L'any 2005, va ser guardonat amb el premi Mundo Empresarial Europeu atorgat a l'Ajuntament de Calvià com a institució més destacada de les Illes Balears, per la seva política en matèria social.
En el 2008 va encapçalar la candidatura alternativa per al Congrés Regional del PP de les Balears que es va celebrar el 5 de juliol d'aquell mateix any a Palma, sense obtenir la majoria. Ha estat protagonista de nombroses insolències respecte a la cúpula i la candidatura oficial del PP balear, encapçalada per l'ex-vicepresidenta del Govern Balear Rosa Estaràs.
El 6 de març del 2010 va decidir presentar de nou una candidatura alternativa en el congrés extraordinari regional del PP de les Balears. Entre altres qüestions, la seva candidatura defensava de forma clara la lliure elecció de llengua en l'ensenyament i la regeneració del seu partit, tocat després de la marxa de Jaume Matas als EUA. El congrés regional l'acabaria guanyant la candidatura oficialista encapçalada per José Ramón Bauzá, el batle de Marratxí.
El juny de 2011 va ser designat conseller de Turisme i Esports del Govern de les Illes Baleares. El 2 de maig de 2012, com a conseller de Turisme i Esports, va contractar a la seva parella, Lourdes Reynés, com a assessora tècnica. Aquesta decisió va provocar un escàndol polític i mediàtic, que va conduir al cessament de Lourdes Reynés el 8 de maig de 2012. El 18 de novembre de 2012, el diari Última Hora va publicar unes fotos del conseller Carlos Delgado amb els testicles tallats d'un cérvol que acabava de caçar sobre el cap donant lloc a una polèmica a les xarxes socials. El dia 27 de desembre de 2013 dimití del seu càrrec de conseller.